# Babes in Toyland (película de 1997)
Babes in Toyland (Toyland, el país de los juguetes en español) es una película animada estadounidense de 1997 basada en la opereta homónima de Glen McDonough.

## Argumento
Es tres días antes de Navidad, como el conductor a bordo del Expreso Toyland, Humpty Dumpty, se reúne dos hijos llamado Jack y Jill, que están en camino a Toyland. Después de conocer a Tom Piper y Mary Lamb, que dirige una fábrica de juguetes, se van a vivir con su tío, el malvado Crookedman Barnaby, quien no cree en los juguetes y mantiene Jack y Jill en el ático. Él tiene planes de cerrar la fábrica de juguetes, y antes derribado globo de aire caliente de Tom, cuando volaba sobre el bosque Duende en un intento de conseguir que comido por los duendes (y es bastante sorprendido de ver con vida).
Jack y Jill escaparse e ir a la fábrica de juguetes, que recibe un importante pedido de Santa Claus solicitar un gigante de mil soldados de juguete. Jack y Jill ofrecen a ayudar, pero Barnaby los lleva de nuevo a la buhardilla de su casa y amenaza con enviar a la Selva Goblin si van cerca de la fábrica de juguetes de nuevo. Poco después, se contrata a dos matones llamado Gonzargo y Rodrigo de sabotear la fábrica de juguetes. Jack y Jill escaparse e ir a la fábrica de juguetes, donde Gonzargo y Rodrigo, disfrazados de ovejas, la caída de una llave inglesa en una de las máquinas, pero Jack es capaz de eliminarlo antes de que la máquina puede explotar. Jack y Jill inmediatamente sospechoso Gonzargo y Rodrigo, a pesar de creer que sean las ovejas, y correr tras ellos, dando lugar a Rodrigo y Gonzargo de ser eliminado en un pozo por un carnero y Jack, respectivamente.
Barnaby capturas Jack y Jill y Gonzargo órdenes y Rodrigo para llevarlos a la Selva Goblin. Allí, se reúnen el malvado Rey Goblin que trata de comer las cuatro de ellos. El Sr. Dumpty informa Tom y Mary, que van al bosque a rescatarlos. Como los duendes son débiles contra la luz, use una linterna para luchar contra ellas y escapar. Barnaby golpes Sr. Dumpty sobre una pared de la clave a la fábrica y trata de entrar en él, pero es detenido por Tom, Mary, Jack, Jill, Gonzargo, y Rodrigo, y se ve obligado a retirarse.
Tom y Mary acabado para la fábrica de juguetes y se enamoran. Entonces, Barnaby lleva los duendes de Toyland, donde invaden, prendiendo fuego a los edificios y tostado Gonzargo y Rodrigo sobre el fuego. Tom activa los soldaditos de plomo, que profundamente derrotar a los duendes y apagar el fuego, el ahorro de todos Toyland (incluyendo Gonzargo y Rodrigo). Barnaby insultos al Rey Goblin, que trata de comérselo, pero Jack y Jill brillar una linterna sobre él, y todos los soldados de juguete lo mismo, destruir al Rey Goblin. Barnaby lo llama un ogro patética, y los duendes otros confrontarlo y lo persiguen por fuera, de Toyland (aunque si finalmente atraparlo y comérselo no está claro).
Por último llega la Navidad. Tom ha reparado el Sr. Dumpty. Santa transforma todos los soldados de juguete gigante en pequeños soldados de juguete. Se da cuenta de gato Barnaby, SCAT, que se encuentran sin hogar desde la desaparición de Barnaby. Él toma lo y mascotas él. Jill pide Scat y que se le mantenga. Entonces Santa sigue en su viaje.
Al final, Jack y Jill se convierten en hijos adoptivos de Tom y Mary.

## Reparto
- Joseph Ashton como Jack.
- Lacey Chabert como Jill.
- Raphael Sbarge como Tom Piper.
- Cathy Cavadini como Mary.
- Charles Nelson Reilly como Mr. Humpty Dumpty
- Susan Silo como Scat.
- Jim Belushi como Gonzargo.
- Bronson Pinchot como Rodrigo.
- Christopher Plummer como Barnaby Crookedman.
- Lindsay Schnebly como Goblin King.